# Capitalismo rinascimentale nordeuropeo
Il Rinascimento, che dall'Italia si estese nel Nordeuropa è un fenomeno che assunse, a differenza del contesto italiano, significati non tanto artistici quanto economici, tanto che gli storici parlano di capitalismo rinascimentale nordeuropeo.

## La libertà di arricchirsi
Fino al 1400 il grande commercio e le grandi banche non esistevano a nord dell'Italia. Erano i capitalisti di alcune potenti famiglie italiane che dominavano il mercato degli affari e influenzavano la politica di principi e sovrani.
Le prime banche, segno evidente di una nuova mentalità, furono italiane (il Banco di San Giorgio di Genova nel 1407, il Monte dei Paschi di Siena nel 1472 nata come un tipo avanzato di Monti di Pietà. Le cose cominciano a cambiare dalla seconda metà del XV secolo, quando compaiono nelle Fiandre, in Francia, in Inghilterra, nelle città della Germania meridionale degli "uomini nuovi" che hanno a disposizione un capitale di dubbia provenienza che vogliono investire per arricchirsi. Essi non sono i discendenti di ricche famiglie che hanno accumulato ricchezze ma uomini che hanno nuove risorse: la loro intelligenza e spregiudicatezza.
Tipico esempio della nuova mentalità fuori d'Italia  la nascita in Germania della sua più antica banca, fondata nel 1590, la Berenberg Bank di Amburgo, un'attività squisitamente commerciale e mercantile. I Berenberg erano una delle Prime famiglie che costituivano la classe dirigente della città libera di Amburgo. Per prime famiglie si intendevano i discendenti dei primi Großbürger che per costituzione erano subordinati solo direttamente all'imperatore. Questo gruppo di persone includeva oltre al Großburger (il massimo esponente), anche sindaci, senatori e alti prelati. Veniva chiamato gruppo anseatico per evidenziare il senso di collegialità (hansa = gruppo).
Sull'esempio dei Berenberg, entro pochi decenni sorsero banche nei Paesi Bassi (1614), Svezia (1668), Inghilterra (1672), Scozia (1695). I banchieri discendevano indifferentemente da ricche famiglie possidenti, da militari o avventurieri arricchiti, bastava che fossero intelligenti e sufficientemente  spregiudicati.
Del Rinascimento che dall'Italia si sta diffondendo in Europa, essi colgono il valore preminente: la "libertà naturale" dell'uomo ormai affrancato dai lacci della religione, dell'uomo consapevole della sua "modernità", che vive in una dimensione non più verticale medioevale, ma orizzontale: nella natura che si offre loro come terreno di nuove scoperte, conquiste, viaggi oltre le colonne d'Ercole. Essi vorrebbero impiantare le loro manifatture là dov'è il centro dei commerci, della produzione: nelle città dove prosperano invece i borghesi trincerati nelle arti, nelle corporazioni di mestiere che stabiliscono salari fissati per legge, la qualità della produzione, le regole degli scambi. I nuovi venuti vogliono produrre come a loro piace, in nome della "libertà vera", come essi dicono, non la libertà regolamentata da mille lacci destinata a mantenere i privilegi dei borghesi. Questi intrusi, che vogliono rompere il monopolio delle arti, saranno quindi allontanati dalle città, ma essi non demordono: con i loro capitali industrializzeranno la campagna.

## L'industrializzazione delle campagne
Il proliferare delle banche crebbe parallelamente allo sviluppo dei centri cittadini ed all'emancipazione dei contadini. Nei centri cittadini fecero comparsa le corporazioni di mestiere che stabilivano salari fissati per legge, la qualità della produzione, le regole degli scambi. I banchieri si inserirono in questa realtà diventando col tempo una componente importante dell'economia cittadina. Sostenendo (e a volte prevaricando) le corporazioni, supportavano economicamente le manifatture locali, favorendone l'espansione nelle campagne circostanti.
Si offriva loro questa grande riserva di braccia da lavoro abituata alla zappa ma anche alla tessitura: i contadini da sempre tessitori delle loro vesti erano la manodopera ideale per essere sfruttata con bassi salari. I regolamenti delle arti fissavano i diritti degli operai, proteggevano i salari minimi, e assicuravano, in alcuni casi, aiuti per le malattie e la vecchiaia. Con il lento declino delle corporazioni artigianali ed il consolidamento del potere bancario, tutto questo scomparve nel nuovo sistema della manifattura. Fra il datore di lavoro e il lavoratore non c'era nessuna autorità o associazione. L'uno comprava, l'altro vendeva: il prezzo era "libero", ossia del più forte.
Sorsero nuove industrie in aperta campagna: le miniere austriache, la "tessitura nuova" nelle Fiandre, in Inghilterra; anche l'arazzeria diventò una manifattura contadina. L'industria cittadina sopravvisse per il mercato locale ma "tutto il nuovo sviluppo industriale dopo il XV secolo avviene ... fuori di essa".

## Il favore dei principi

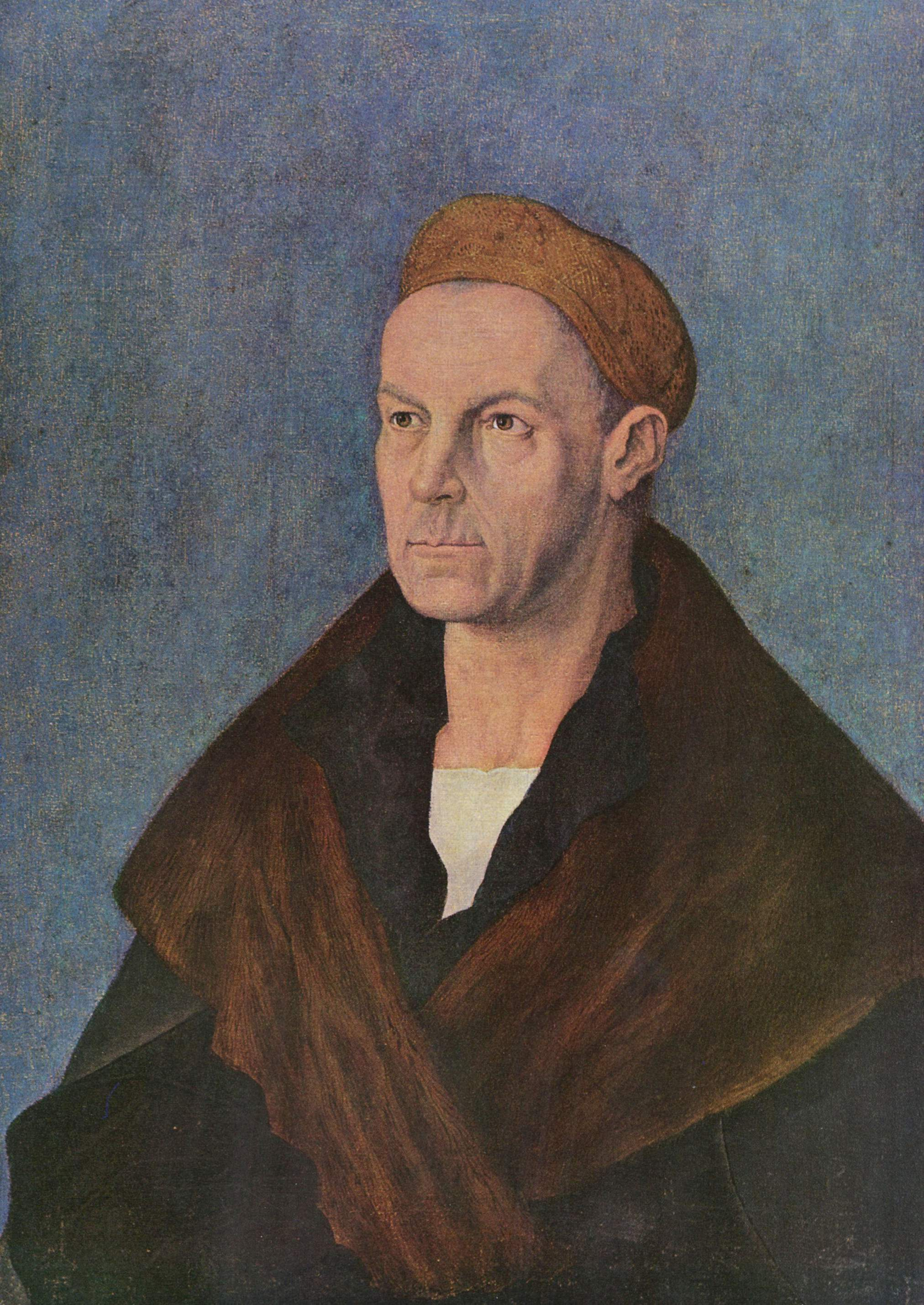
Ritratto di Jacob Fugger il Ricco di Albrecht Dürer

Oltre ad intervenire attivamente sullo sviluppo delle manifatture, i banchieri si inserirono perfettamente nella nobiltà locale, spesso bisognosa di prestiti e favori economici. Ne derivò una collaborazione duratura proficua per ambo le parti. Ad esempio, i Fugger d'Augusta ottennero dagli Asburgo lo sfruttamento delle miniere d'argento dove usarono la forza lavoro dei contadini, con il loro oro finanziarono l'elezione di Carlo V a imperatore, ottennero dal papa Leone X l'appalto per la vendita delle indulgenze; Giacomo Coeur, un magnate nella Francia del XV secolo, ottenne da Carlo VII la concessione del conio delle monete, incamerando enormi profitti.
Era nato un nuovo potere, primo segno del capitalismo come oggi concepito.
Il supporto della nobiltà ai banchieri stroncò quanto rimaneva delle corporazioni artigianali e delle piccole industrie cittadine che «non possono più lottare ad armi pari contro questi uomini che hanno ovunque i loro agenti, accaparrano, monopolizzano, sostengono le nuove forze politiche».

## La libertà mercantile

Anversa - La Borsa

Chi si arricchì delle scoperte geografiche non furono Spagna e Portogallo ma i fornitori stranieri e creditori delle loro Case regnanti: Anversa diventò la grande riserva di capitali a cui i sovrani erano costretti a ricorrere. Contemporaneamente il predominio sui mari si spostava dal Mediterraneo all'Atlantico. 
"Né Cadice né Lisbona furono le eredi di Venezia e Genova. L'egemonia commerciale, di cui esse avevano goduto sino ad allora, passò ad Anversa" (H.Pirenne op.cit. ibidem) che diventò un grande porto franco internazionale, libero da dogane, dazi, impedimenti di monopolio commerciale. Le navi arrivavano nel suo porto cariche di merci e, dopo la scoperta dell'America, di spezie e minerali preziosi, e da lì ripartivano con le stive piene. Ad Anversa infatti, favorita anche dalla sua posizione geografica, affluivano da ogni parte uomini e capitali che assicuravano il massimo sviluppo del commercio.
Gli uomini d'affari s'incontravano nella città, stabilivano i prezzi, e rischiavano i loro capitali: la speculazione aveva assunto per la prima volta un aspetto ufficiale. A spese della città venne costruito un edificio particolare dove sotto la sua galleria si speculava e si investivano capitali: era nata la Borsa (1531) precorritrice e modello di quelle di Londra e Amsterdam.

## Il nuovo senso della città
L'abitante delle comuni medievali era strettamente connesso alla città, le sue idee e la sua stessa esistenza erano legate al partito comunale a cui apparteneva. Nelle signorie gli abitanti dipendevano dai voleri del signore che decideva sulle loro sorti e sulle loro fortune. La città era quasi il prolungamento del suo palazzo, egli contribuiva ad abbellirla di opere d'arte e di servizi perché tutto questo mostrava il suo potere.
Per l'abitante delle comunità nordiche, la città era semplicemente il luogo dove risiedeva, se era un industriale i suoi interessi si trovavano nelle manifatture in campagna, se era un mercante i suoi affari erano sparsi in Europa, se viveva di rendita i suoi denari erano nelle compagnie o nei prestiti ai principi.
In ogni caso egli si rendeva conto che il suo denaro era legato alla politica internazionale e quindi aveva bisogno di essere informato di ciò che avveniva nel mondo. Incominciò a svilupparsi la posta e presto la stampa lo avrebbe tenuto informato con tutte quelle notizie che prima si trasmettevano solo con la corrispondenza privata.

## La bancarotta spagnola
La Spagna, nonostante i suoi galeoni portassero in patria ricchezze dalle Americhe, finì in bancarotta. La sua classe dirigente era parassitaria e improduttiva, composta di hidalgo che aspiravano a diventare alti prelati o grandi ufficiali dell'esercito reale, e non si curavano di mettere a profitto le immense ricchezze disponibili, ricchezze di cui una buona parte si perdeva già nei corrotti meandri dell'amministrazione burocratica. La nobiltà al potere disprezzava le attività produttive, tanto da cacciare quei moriscos e marranos, mori ed ebrei, che pure erano gli unici a curare l'agricoltura e la mercatura.
La corona spagnola continuò quindi ad indebitarsi per tutto il secolo coi banchieri tedeschi ed italiani, soprattutto genovesi, fino alla inevitabile bancarotta che segnò la rovina del piccolo e medio capitale. Oltre a ciò, si ebbe una ripercussione su tutta l'economia europea. I minerali preziosi, infatti, che dalla Spagna frattanto si erano diffusi in tutta Europa avevano comportato inevitabilmente un aumento dei prezzi. L'abbondante circolazione di metalli preziosi, argento soprattutto, ne aveva provocato il deprezzamento che a sua volta fece diminuire il valore della moneta. Di conseguenza, poiché era diminuito il valore della moneta, aumentò il prezzo delle merci.
Questo stato di cose danneggiò innanzi tutto i banchieri genovesi che avevano prestato denaro ai principi stranieri e ricevevano interessi sempre più deprezzati, se mai li ricevevano. Pure i nobili terrieri affittuari si trovarono in grandi difficoltà per  adeguare all'inflazione sempre crescente le loro concessioni a lunga scadenza. In pratica, in tutta l'Europa occidentale la bancarotta spagnola fu la rovina della nobiltà terriera che da tempo aveva concesso le terre ai contadini per piccole somme prestabilite di denaro. Fu la fortuna invece dei piccoli coltivatori che si liberarono dai vincoli servili e si arricchirono con i prezzi crescenti del grano.
Nell'Europa orientale invece, forte produttrice di cereali, dove però le proprietà non erano mai passate ai contadini, i prezzi crescenti del grano aumentarono le fortune dei proprietari terrieri. Questi spinsero la produzione premendo sui contadini e riducendoli sempre più ad una condizione servile.

## La borghesia capitalista e la nobiltà

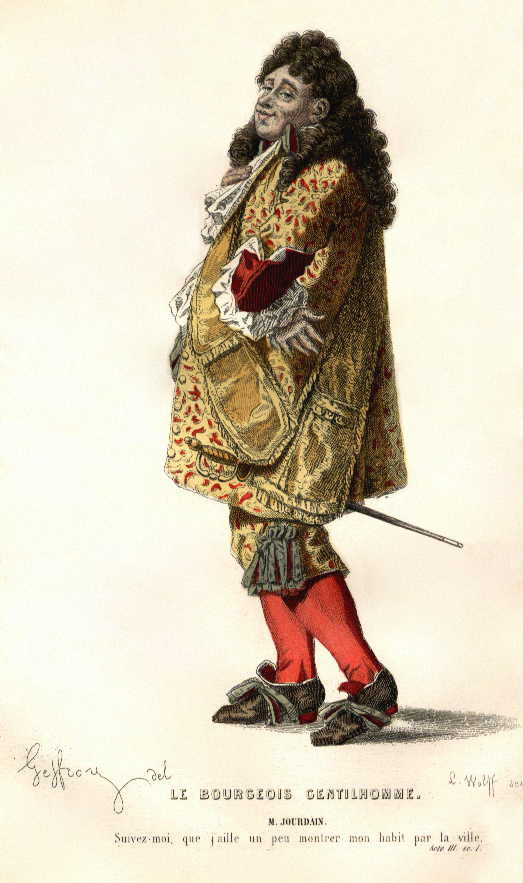
"Il borghese gentiluomo" (1670) commedia del teatro satirico di Molière

La rivoluzione dei prezzi indebolì la nobiltà che pure continuava  a godere di privilegi non più giustificabili: da classe politica che in passato aveva svolto una funzione sociale, ora era soltanto un parassita della società attiva, un elemento privilegiato ormai pronto per essere soppresso.
Ma la nuova borghesia, nata con il capitalismo, che pure avrebbe avuto tutte le qualità di buon senso e di spirito pratico per esercitare la gestione diretta del potere, non era ancora pronta a sopprimere i privilegi della nobiltà. Viceversa, essa andava alla ricerca di titoli che nobilitassero le sue acquisite ricchezze. Si mascherava come classe nobiliare, nella convinzione che il potere appartenesse per diritto e per grazia di Dio alla nobiltà. Nella Francia di Richelieu i borghesi acquistavano cariche pubbliche e onori. Compravano feudi e blasoni dai nobili spiantati. Come riportano persino le Commedie teatrali della fine del Seicento si moltiplicavano le manie di prosperosi borghesi che pur abili e intelligenti nel condurre i loro affari perdevano la testa, rendendosi ridicoli, per imparentarsi con disgraziate e decrepite famiglie nobiliari.
La borghesia capitalista dell'Europa continentale doveva compiere ancora un cammino lungo più di un secolo per conquistare il potere. Solo nell'Inghilterra della Seconda Rivoluzione (1688-1689), le forze parlamentari borghesi e puritane, che credevano nella sacralità del lavoro e del profitto, avrebbero messo ai margini la nobiltà e assunto la gestione diretta della politica e dell'economia. Si posarono allora le basi per l'avvio della Rivoluzione industriale, punto d'arrivo dell'industrializzazione delle campagne iniziata secoli prima dai capitalisti usciti dal Rinascimento nordeuropeo.